# ジミー・カスペール
ジミー・カスペール（Jimmy Casper、1978年5月28日 - ）は、フランス出身の元自転車プロロードレース選手。ソンム県モンディディエ生まれ。1999年プロデビュー。

## 経歴
1999年にフランセージュ・デ・ジューでデビュー。以後中堅ステージレースを中心にコンスタントに勝ち星を積み重ねていくが、ビッグレースでの勝利とは無縁な日々が続いた。
しかし2006年のツール・ド・フランス第1ステージでロビー・マキュアンやエリック・ツァベルなど名だたるスプリンターを抑えてステージ優勝を果たし、周囲を驚かせた。

## エピソード
- ツール・ド・フランスでは2001年と2004年は完走者のなかで最下位（いわゆるランタンルージュ）、2006年も下から2番目という、違う意味ですごい成績を残している。
- 2006年第1ステージのゴールでは、混戦のなか、本当に自分が勝ったのか信じきれず、迷いながら小さくガッツポーズするにとどまった。しかもマイヨ･ジョーヌを着ていたトル・フースホフトが接触事故で流血騒ぎを起こし、多くのカメラがそちらに向かってしまうという、大金星をあげたにしては今ひとつ締まらない展開になった。

## 所属チーム
- 1999〜2003年　フランセージュ・デ・ジュー
- 2004〜2006年　コフィデス・ル・クレディ・パルテレフォン
- 2007年　ユニベット．コム
- 2008年　アグリチュベル